# Bundesautobahn 33
De Bundesautobahn 33 (kort BAB 33, A33 of 33) is een Duitse autosnelweg die een verbinding vormt tussen Osnabrück, Bielefeld en Paderborn. Bij Osnabrück sluit de A33 aan op de A30 (Hengelo - Bad Oeynhausen), bij Bielefeld sluit de autosnelweg aan op de A2 (Oberhausen - Hannover) en ten zuiden van Paderborn bij Kreuz Wünnenberg-Haaren op de A44 (Dortmund - Kassel).

## Verloop
De A33 begint oostelijk van Osnabrück in Belm bij aansluiting Osnabrück-Widukindland. Hier gaat de B51 vanuit Ostercappeln over in de A33. Voor 7 augustus 2019 begon de A33 als een autoweg met 2 rijstroken die met een kruispunt op de B51 alsloot. Voorheen begon de A33 pas na enkele kilometers waar de weg verbreedde naar 2x2 rijstroken, ongeveer ter hoogte van de wijk Schinkel. Sinds de werkzaamheden aan de randweg om Belm is het begin van de snelweg verschoven naar de nieuwe aansluiting Osnabrück-Widukindland. Sinds 7 augustus 2019 is de randweg om Belm geopend en gaat de A33 naadloos over in de B51. Iets verder kruist de weg de A30 bij Kreuz Osnabrück-Süd en verloopt dan verder langs de plaatsen Georgsmarienhütte, Hilter am Teutoburger Wald, Bad Rothenfelde en Dissen am Teutoburger Wald. In de richting van Bielefeld rijdend bevindt zich ter hoogte van Borgloh/Kloster Oesede kort voor Hilter een markante beklimming en voor Dissen een sterke afdaling. Het jongste gedeelte van de A33 verloopt vervolgens langs Borgholzhausen tot aan Halle (Westf.). De snelweg loopt vervolgens langs Steinhagen naar Bielefeld-Brackwede, waar over de Ostwestfalendamm de binnenstad van Bielefeld bereikt kan worden. Vervolgens gaat de weg verder via Kreuz Bielefeld, waar de A33 met de A2 verknoopt is, via de plaatsen Bielefeld-Sennestadt, Schloß Holte-Stukenbrock, oefenterrein Senne en Hövelhof richting Paderborn. Hier loopt de snelweg over een talud tussen de wijken Elsen in het westen en Schloß Neuhaus in het oosten door en passeert hierbij Paderborn. Daarna komt de snelweg over de Paderborner hoogvlakte, passeert Borchen - hier bevindt zich een markante beklimming - en kruist afsluitend bij Kreuz Wünnenberg-Haaren de A44 (Dortmund - Kassel). Hier eindigt de A33 en gaat vloeiend in de B480 over, die over Brilon verder het Sauerland ingaat.

## Bijzonderheden
Tussen de aansluiting Dissen/Bad Rothenfelde bevindt zich een 500 meter lange landtunnel om geluidoverlast van de snelweg tegen te gaan. Opvallend is dat hier eerst de autosnelweg werd uitgegraven en gebouwd, om vervolgens de wanden en het dak eromheen te bouwen.

### Naamgeving
De A33 heeft ondanks de relatief korte lengte 3 bijnamen. Het gedeelte tussen Osnabrück en Bielefeld wordt ook wel Teutoburger Wald-Autobahn genoemd, het gedeelte tussen Bielefeld en Paderborn is bekend onder de naam Senne-Autobahn. Ten slotte staat het gedeelte tussen Paderborn en Bad Wünnenberg bekend als de Ostwestfalenmagistrale.

## Geschiedenis
Al op een wegenkaart uit 1937 waren planningen van een autoweg tussen Osnabrück en Bielefeld met een verlenging tot de huidige A44 te herkennen. Begin jaren '60 waren voor het eerst concrete plannen als Ersatzbundesstraße 68 (EB 68). Het vaststellen van het tracé voor het plan volgde in deeltrajecten. Zo werd het tracé van de B61 bij Bielefeld tot de grens met Nedersaksen op 19 september 1968 vastgesteld. De vaststelling voor het traject van de B61 tot aan de A2 in het stadsgebied van Bielefeld volgde op 23 maart 1973. In het conceptwegenplan voor de bouw en verbouw van landelijke wegen in de periode 1971 tot 1985, gepubliceerd op 30 juni 1971, werden de volgende wegen die later in wezen als A33 genummerd zijn opgenomen:
| Nummer   | Trajectdeel                                                   | Aantal rijstroken | Prioriteitsniveau |
| -------- | ------------------------------------------------------------- | ----------------- | ----------------- |
| B68      | Hesepe bij Bramsche (B218) - Wallenhorst - Haste              | 2x2 rijstroken    | I                 |
| B68      | Noordelijke randweg Osnabrück (Haste - Dodesheide - Belm/B51) | 2x2 rijstroken    | II                |
| B68      | Oostelijke randweg Osnabrück (B51 - Kreuz Osnabrück-Süd)      | 2x2 rijstroken    | I                 |
| B68/B68n | Kreuz Osnabrück-Süd - Bielefeld/B61                           | 2x2 rijstroken    | II                |
| B68n     | Bielefeld/B61 - Paderborn-Elsen                               | 2x2 rijstroken    | I                 |
| B1n      | Paderborn-Elsen - Paderborn-Zentrum                           | 2x2 rijstroken    | I                 |
| B480     | Paderborn-Zentrum - Kreuz Wünnenberg/Haaren                   | 2x2 rijstroken    | I                 |

In 1971 werden al deze projecten samengevoegd tot één project als snelweg en kreeg intern het nummer Autobahn 218.
Met de herstructurering en nieuwe nummering van het snelwegennet, dat op 1 januari 1975 ingevoerd werd, kreeg het project het nieuwe nummer "Bundesautobahn 33". Hierin was in de omgeving van Osnabrück een moderner tracé voorzien, die van Hesepe via Bramsche loopt en bij Wallenhorst van de B68 afbuigt, waarbij de A1 enkele kilometers noordelijk van aansluiting Osnabrück-Nord gekruist zou worden en Osnabrück op een verder noordelijk gelegen tracé passeren zou. De B68 was als voorbereiding op de komst van de A33 tussen Osnabrück en Bramsche gebouwd als autosnelweg-achtige weg. Door de verandering van het tracé is van deze voorbereiding geen gebruik gemaakt. 
De eerste aanpassing van het wegenplan voor de bouw en verbouw van landelijke wegen in de periode 1971 tot 1985, gepubliceerd op 5 augustus 1976, bleef het tracé onveranderd, echter werden het prioriteitsniveau van de trajectdelen opnieuw gecategoriseerd.
| Nummer | Trajectdeel                                       | Prioriteit/stand |
| ------ | ------------------------------------------------- | ---------------- |
| B51    | Hesepe - Osnabrück-Ost                            | lage prioriteit  |
| B51    | Osnabrück-Ost - Kreuz Osnabrück-Süd               | lopend project   |
|        | Kreuz Osnabrück-Süd - Hardenberg (enkele rijbaan) | Ia               |
|        | Kreuz Osnabrück-Süd - Hardenberg (twee rijbanen)  | lage prioriteit  |
|        | Hardenberg - Dissen-Süd (enkele rijbaan)          | Ib               |
|        | Hardenberg - Dissen-Süd (twee rijbanen)           | lage prioriteit  |
| B61    | Dissen-Süd - Bielefeld                            | lage prioriteit  |
| B61    | Bielefeld - Schloß Holte                          | Ia               |
|        | Schloß Holte - Paderborn-Sennelager               | Ib               |
|        | Paderborn-Sennelager - Paderborn-Elsen            | lopend project   |
|        | Paderborn-Elsen - Paderborn-Zentrum               | Ia               |
|        | Paderborn-Zentrum - Borchen (enkele rijbaan)      | Ia               |
|        | Paderborn-Zentrum - Borchen (twee rijbanen)       | Ib               |
|        | Borchen - Kreuz Wünnenberg/Haaren (twee rijbanen) | Ib               |

Met de tweede wijziging van het wegenplan voor de bouw en verbouw van landelijke wegen voor de periode 1971 tot 1985, gepubliceerd op 25 augustus 1980, werd het traject Hesepe - Bramsche - Kreuz Osnabrück-Nord geschrapt. Daarnaast veranderde het prioriteitsniveau van een aantal trajectdelen.
| Nummer | Trajectdeel                                 | Prioriteit/stand                  |
| ------ | ------------------------------------------- | --------------------------------- |
| B51    | Noordelijke randweg Osnabrück               | II                                |
| B51    | Osnabrück-Ost - Hardenberg                  | lopend project                    |
|        | Hardenberg - Steinhagen                     | I                                 |
| B61    | Steinhagen - Bielefeld                      | II                                |
| B61    | Bielefeld - Stukenbrock/Senne               | I                                 |
|        | Stukenbrock/Senne - Kreuz Wünnenberg/Haaren | lopend project of al deels gereed |

In de derde wijziging van het wegenplan voor landelijke wegen, gepubliceerd op 21 april 1986, bleef het trajectdeel Hesepe - Kreuz Osnabrück-Nord geschrapt. De prioriteitsniveaus werden nogmaals gewijzigd.
| Trajectdeel                               | Prioriteit                        |
| ----------------------------------------- | --------------------------------- |
| Noordelijke randweg Osnabrück             | lage prioriteit                   |
| Hardenberg - Borgholzhausen               | lopend project                    |
| Borgholzhausen - Kreuz Bielefeld (A2)     | hoge prioriteit                   |
| Kreuz Bielefeld - Kreuz Wünnenberg/Haaren | lopend project of al deels gereed |

De vierde wijziging van het landelijke wegenplan, gepubliceerd op 15 november 1993, bracht geen verandering in de tracering of het prioriteitsniveau van trajectdelen.
De opvolger van de landelijke wegenplannen, de Bundesverkehrswegeplan 2003 bleef het geplande tracé ongewijzigd, alleen alle trajectdelen kregen een hoge prioriteit.
| Nummer | Trajectdeel                               | Prioriteit                                                              |
| ------ | ----------------------------------------- | ----------------------------------------------------------------------- |
|        | Osnabrück-Nord (A1) - Osnabrück/Belm-Nord | hoge prioriteit met bijzondere planningsopdracht voor natuurbescherming |
|        | Osnabrück/Belm-Nord - Osnabrück/Belm-Süd  | hoge prioriteit                                                         |
|        | Osnabrück/Belm-Süd - Osnabrück-Schinkel   | hoge prioriteit (tweede rijbaan)                                        |
|        | Borgholzhausen - Halle/Steinhagen         | hoge prioriteit met bijzondere planningsopdracht voor natuurbescherming |
|        | Halle/Steinhagen - Kreuz Bielefeld (A2)   | hoge prioriteit                                                         |
| B61    | toevoerweg Bielefeld/Brackwede            | hoge prioriteit                                                         |
| B61    | toevoerweg Bielefeld/Ummeln               | hoge prioriteit                                                         |

In het Bundesverkehrswegeplan 2030, gepubliceerd op 3 augustus 2016, is nog maar één trajectdeel in planning, namelijk het gedeelte tussen de Osnabrück-Belm en de A1. Dit project heeft een hoge prioriteit meegekregen.

### Sluiting van de onderbreking tussen Bielefeld en Borgholzhausen
De sluiting van de onderbreking tussen de A2 bij Kreuz Bielefeld en Borgholzhausen volgt in drie delen, waarvan twee al gereed zijn. De A33 vervangt hier ook de B68, die vooral in het stadsgebied van Halle (Westf.) niet bestand is tegen de hoge verkeersintensiteiten.

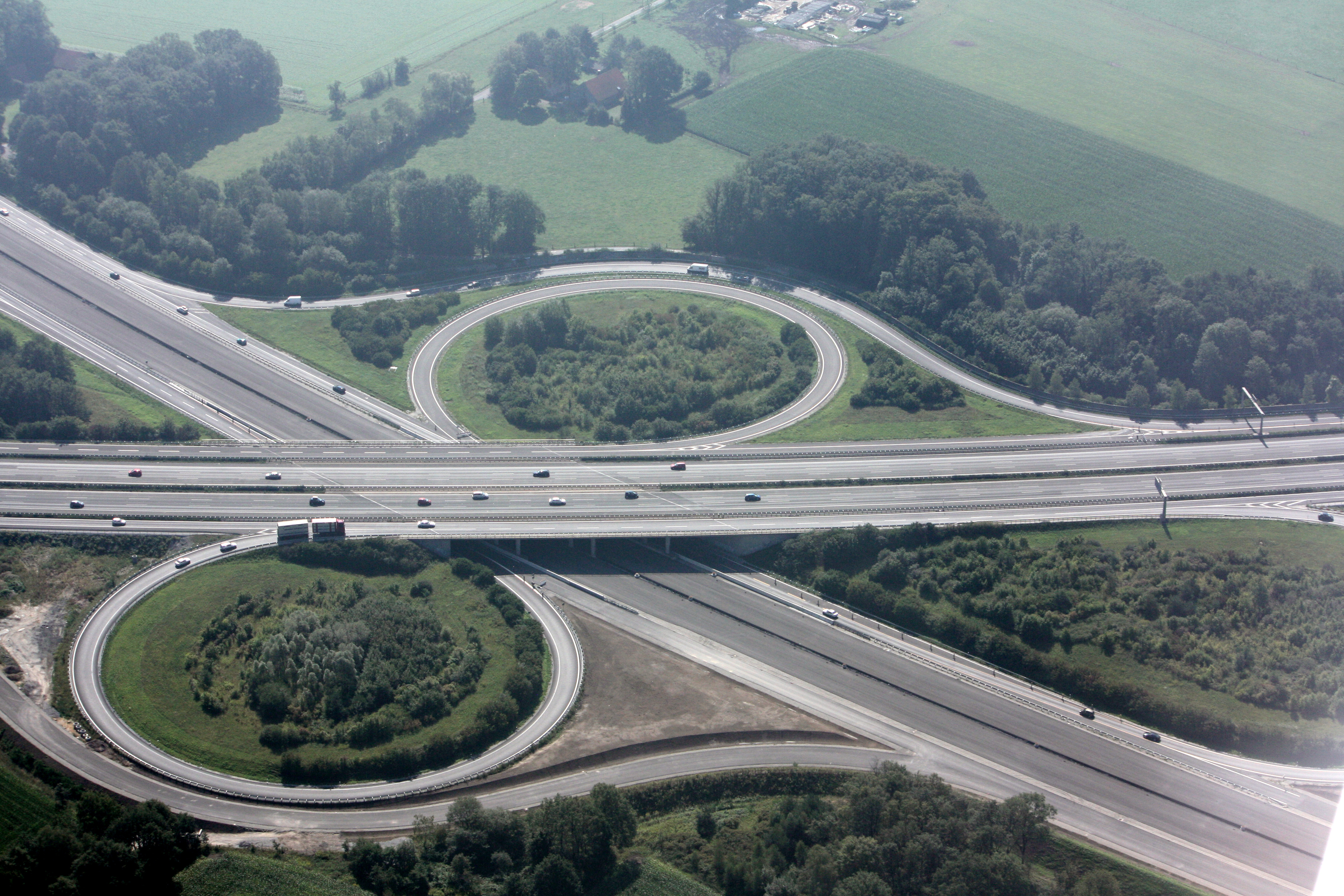
Kreuz Bielefeld tijdens de ombouwwerkzaamheden. (2011)

Aan het eerste 6,4 kilometer lange bouwdeel tussen de A2 en de B61 (aansl. Bielefeld-Zentrum / Ostwestfalendamm) in het zuiden van Bielefeld werd vanaf 16 juni 2007 gebouwd, nadat de bestuursrechter van Münster in februari en maart 2007 drie tegen het tracébesluit gerichte bezwaren afwezen had. Het vrijgeven van het trajectdeel was toen voor het jaar 2010 gepland, echter vertraagde de opening naar 5 december 2012. De kosten veranderde niet en bleef op €125 miljoen.
Voor het tweede trajectdeel van Bielefeld via Steinhagen tot Halle-Künsebeck lag sinds juni 2007 een tracébesluit van de Regierungsbezirk Detmold. Bezwaren van de nieuwe buren van de snelweg tegen de bouw wees de landelijke bestuursrechter, dat sinds een wetswijziging in december 2006 als eerst en laatste instantie voor bezwaren in samenhang met grote infrastructurele projecten verantwoordelijk is, in december 2009 als ongegrond af. Het trajectdeel begint bij aansluiting Bielefeld-Zentrum via de aansluiting Steinhagen tot de aansluiting Künsebeck. De eerste schop in de grond volgde op 25 september 2009. Als bouwtijd werd toen drie jaar voor gerekend, de vrijgave van het 7,9 kilometer lang en rond de €123,4 miljoen dure trajectdeel volgde pas op 4 april 2018.
Van het derde trajectdeel tussen Halle en Borgholzhausen is sinds juni 2011 het tracébesluit vastgesteld en sinds 17 december 2012 in bouw. Vertragingen bij de planning van dit trajectdeel had zich vooral bij het natuurgebied Tatenhauser Wald uitgewerkt, dat onder de Europese Habitatrichtlijn valt. Na de ontdekking van een Bechsteins vleermuiskolonie in december 2010, in de omgeving van Casum bij Borgholzhausen, vertraagde de planningen verder. Op 12 oktober 2011 reikte de milieuorganisaties uit Ostwestfalen-Lippe - officieel vertegenwoordig door de Noordrijn-Westfaalse afdeling van de Bund für Umwelt und Naturschutz Deutschland (BUND) - hun bezwaar tegen het tracébesluit aan, dat volgens hen onvoldoende rekening is gehouden met de essentiële aanpassingen voor natuur- en diersoortenbescherming. Verdere bezwaren, bijvoorbeeld van aanwonende, werden echter niet ingediend. De bezwaren werden in oktober 2012 door de landelijke bestuursrechter behandeld en op 6 november 2012 afgewezen. De kosten voor het 12,6 kilometer lange trajectdeel zijn rond de €140 miljoen geraamd, waarvan meer dan €30 miljoen voor natuur-, milieu- en diersoortenbescherming.
Het laatste bouwdeel werd in twee delen vrijgegeven. Het oostelijke deel tussen de aansluitingen Künsebeck en Halle werd op 11 januari 2019 vrijgegeven en het overgebleven deel tot Borgholzhausen op 18 november 2019.

### Bouw tussen Osnabrück-Schinkel en Belm
In november 2010 werd het tracébesluit door de Niedersächsische Landesbehörde für Straßenbau und Verkehr voor een deel van de verlenging van de A33 vanaf het voormalige einde in Osnabrück-Schinkel tot Belm vastgesteld. Dit trajectdeel is toegevoegd aan het tracébesluit voor de nieuwe randweg Belm (B51). Het tracébesluit is onaanvechtbaar zodat de voortgang van de bouw afhankelijk is van de financiering uit de landelijke begroting. Het vaststellen van het tracé volgde op 17 december 2012. In januari 2013 werd met de voorbereidende werkzaamheden begonnen, de officiële start van de bouw voor het 2,2 kilometer lange traject volgde op 17 juni 2013. Op 7 augustus 2019 werd het traject voor het verkeer vrijgegeven, inclusief de opening van de tweede rijbaan van de A33 tussen Belm en Schinkel. 

### Vrijgave van de A33
De A33 werd als volgt vrijgegeven voor het verkeer:
| Wegnummer | Trajectdeel                                                        | Jaar | Lengte                                                        |
| --------- | ------------------------------------------------------------------ | ---- | ------------------------------------------------------------- |
| B51       | Schinkel-Ost - aansl. Osnabrück-Lüstringen (1 rijbaan)             | 1966 | 2 km                                                          |
| B51       | aansl. Osnabrück-Lüstringen - aansl. Osnabrück-Fledder (1 rijbaan) | 1967 | 1,9 km                                                        |
|           | aansl. Paderborn-Sennelager - aansl. Paderborn-Schloß Neuhaus      | 1980 | 4,7 km                                                        |
|           | aansl. Paderborn-Schloß Neuhaus - aansl. Paderborn-Zentrum         | 1981 | 4,2 km                                                        |
| B51       | Schinkel-Ost - aansl. Harderberg                                   | 1983 | 7,4 km; waarvan 3,9 km met het openen van de 2de rijbaan      |
|           | aansl. Stukenbrock-Senne - aansl. Paderborn-Sennelager             | 1983 | 8,1 km                                                        |
|           | zuidelijk aansl. Borchen - Kreuz Wünnenberg-Haaren                 | 1983 | 6,3 km                                                        |
|           | aansl. Harderberg - aansl. Borgloh/Kloster Oesede                  | 1986 | 4,3 km                                                        |
|           | aansl. Borgloh/Kloster Oesede - aansl. Hilter                      | 1988 | 6,7 km                                                        |
|           | aansl. Paderborn-Zentrum - zuidelijk aansl. Borchen                | 1989 | 7,5 km                                                        |
|           | aansl. Schloß Holte-Stukenbrock - aansl. Stukenbrock-Senne         | 1990 | 7,8 km                                                        |
|           | Kreuz Bielefeld - aansl. Schloß Holte-Stukenbrock                  | 1993 | 6,0 km                                                        |
|           | aansl. Hilter - aansl. Dissen/Bad Rothenfelde                      | 1996 | 3,3 km                                                        |
|           | aansl. Dissen/Bad Rothenfelde - aansl. Dissen-Süd                  | 2001 | 3,4 km                                                        |
|           | aansl. Dissen-Süd - Borgholzhausen                                 | 2001 | 3,8 km                                                        |
|           | aansl. Bielefeld-Zentrum - Kreuz Bielefeld                         | 2012 | 6,4 km                                                        |
|           | aansl. Künsebeck - aansl. Bielefeld-Zentrum                        | 2018 | 7,9 km                                                        |
|           | aansl. Halle (Westf.) - aansl. Künsebeck                           | 2019 | 5,4 km                                                        |
|           | noordelijk aansl. Osnabrück-Widukindland - Schinkel-Ost            | 2019 | 2,0 km (waarvan 1,4 km in gebruik name van de tweede rijbaan) |
|           | aansl. Borgholzhausen - aansl. Halle (Westf.)                      | 2019 | 7,4 km                                                        |

## Verlenging tot de A1
In het noorden van Osnabrück zal de A33 van het einde bij Osnabrück-Widukindland tot de A1 verlengd worden. Het plan wordt door de Osnabrückse afdeling van Nedersaksische wegbeheerder (Niedersächsische Landesbehörde für Straßenbau und Verkehr) getrokken. 
Het toentertijd voorkeurstracé zou hoofdzakelijk door landbouwgebieden en bossen verlopen. Tussen het toenmalige einde in Schinkel en het knooppunt met de A1 zouden twee nieuwe aansluitingen in Belm en bij het dorpje Icker ontstaan. Bij het sluiten van de onderbreking tussen Bielefeld en Borgholzhausen zal over de gehele A33 het verkeer toenemen, zodat de verlenging naar de A1 steeds meer noodzakelijke wordt. 
Voor het trajectdeel tussen Belm en de A1 werd in januari 2008 in opdracht van de Nedersaksische wegbeheerder door Landkreis Osnabrück de ruimtelijke ordeningsprocedure ingeleid, dat als voorbereiding voor het tracébesluit dient. In januari 2009 werd de procedure met het vaststellen van het ruimtelijke ordeningsplan van de deelstaat de voorkeursvariant gekozen. In mei 2009 vroeg de wegbeheerder van Nedersaksen het Bondsverkeersministerie de tracékeuzeprocedure door te voeren, dat in december 2012 met het besluit voor de tracékeuze werd afgerond.
Dit trajectdeel zal 9,3 kilometer lang worden en over ongeveer 2,4 kilometer door de Habitatrichtlijn beschermd bos lopen, waardoor de planningen vertraagde.
Vooral milieuorganisaties bekritiseren het plan voor de verlenging. Een lange rechtszaak is echter onwaarschijnlijk, omdat bezwaar indienen tegen het tracébesluit alleen bij de landelijke bestuursrechter mogelijk is. De bouwstart van het noordelijke trajectdeel van de A33 is pas op zijn vroegst in 2021 te verwachten.
Het knooppunt tussen de A33 en de A1 zal tussen de aansluitingen Bramsche en Osnabrück-Nord komen. Het knooppunt krijgt op de A1 het nummer 69 toebedeeld. Deze werd al bij het instellen van het afritnummeringssysteem voor snelwegen vrijgehouden; de aansluiting Bramsche heeft aan de A1 het nummer 68 en de aansluiting Osnabrück-Nord heeft het nummer 70 gekregen.

## Verkeersbelasting
Bij de landelijke verkeerstelling in 2015 werd voor de A33 tussen Bielefeld en Kreuz Wünnenberg-Haaren over de 34.000 motorvoertuigen per dag geteld. Tussen Schloß Holte-Stukenbrock en Kreuz Bielefeld, evenals bij Paderborn waren het circa 50.000 motorvoertuigen.
Na het sluiten van de onderbreking van de A33 tussen Bielefeld en Borgholzhausen in 2019 zal volgens schattingen het verkeer over de gehele verbinding tussen Kreuz Wünnenberg-Haaren en Kreuz Osnabrück-Süd merkbaar toenemen. De reden is dat de A33 haar betekenis als regionale snelweg verliest en een verbinding van een duidelijk grotere betekenis wordt van het westen van Nedersaksen naar Hessen en Thüringen. Samen met de A30 en de A44 zal de A33 het middelste deel van een nieuwe noordwest-zuidoostas in het westen van Duitsland zijn. 
Dat met een duidelijke toename van het vrachtverkeer tot 2030 gerekend wordt, zal ook over het gehele traject het aandeel vrachtverkeer toenemen. Om de geluidsoverlast door het gestegen verkeer voor aanwonende en naastgelegen dorpen te verminderen, werd en wordt bij vernieuwing van de rijbaan, bijvoorbeeld tussen Paderborn-Elsen en Borchen of bij Hövelhof, zogenaamde fluisterasfalt, beter bekend als ZOAB, aangelegd. Deze draagt bij tot de vermindering van het geluid tot 3 dB. Bovendien worden extra geluidsschermen geplaatst, omdat in de toekomst een groot deel van het geluid door vrachtwagens zal worden veroorzaakt.